# Bevisførelsesbyrde
|  | Dublet Denne artikel handler om det samme som Omvendt bevisbyrde. (Diskutér artiklen) |

Bevisførelsesbyrde eller den falske bevisbyrde betegner den forpligtelse, der består i, at parten må føre beviser frem for sin opfattelse, hvis parten vil opnå, at opfattelsen lægges til grund. Indebærer en slags pligt til at fremkomme med oplysninger/beviser til støtte for partens opfattelse af faktum for derved at undgå en negativ bedømmelse af faktum. Det er den negative bevisbedømmelse, der er sanktionen for pligtens tilsidesættelse. Bevisbyrden påhviler derfor ikke altid den samme part, som har bevisførelsesbyrden.
Populært sagt og for at benytte en tennisanalogi: Bevisbyrden er et udtryk for hvem, der starter med bolden, mens bevisførelsesbyrden er et udtryk for hvem, der har bolden på et givent tidspunkt.